# بوژسکی
بوژسکی (به لهستانی:  Bużyski) یک روستا در لهستان است که در گمینا دروخیچن واقع شده‌است.